# Vieux-Reng
Vieux-Reng ist eine französische Gemeinde mit 923 Einwohnern (Stand: 1. Januar 2022) im Département Nord in der Region Hauts-de-France. Sie gehört zum Arrondissement Avesnes-sur-Helpe und zum Kanton Maubeuge. Die Einwohner werden Vieux-Rengtois genannt.

## Geografie
Vieux-Reng liegt etwa neun Kilometer nordöstlich von Maubeuge an der Grenze zu Belgien. Umgeben wird Vieux-Reng von den Nachbargemeinden Villers-Sire-Nicole im Nordwesten und Norden, Estinnes (Belgien) im Norden und Nordosten, Erquelinnes (Belgien) im Osten, Marpent im Südosten und Süden, Boussois im Süden, Élesmes im Südwesten sowie Bersillies im Westen.
Durch die Gemeinde führt die Via Gallica Belgica des Jakobswegs. Der nördliche Teil des Flughafens Maubeuge-Élesmes liegt im Gemeindegebiet.

## Bevölkerungsentwicklung
| Jahr                       | 1962 | 1968 | 1975 | 1982 | 1990 | 1999 | 2006 | 2012 | 2021 |
| Einwohner                  | 955  | 946  | 884  | 822  | 848  | 810  | 796  | 870  | 907  |
| Quellen: Cassini und INSEE |      |      |      |      |      |      |      |      |      |

## Sehenswürdigkeiten
- Kirche Saint-Cyriaque, Anfang des 17. Jahrhunderts erbaut
- Oratorien Notre-Dame-de-Bon Secours und mehrere weitere Oratorien
- Befestigung bei La Salmagne (Teil der Maginot-Linie)
- Wasserturm

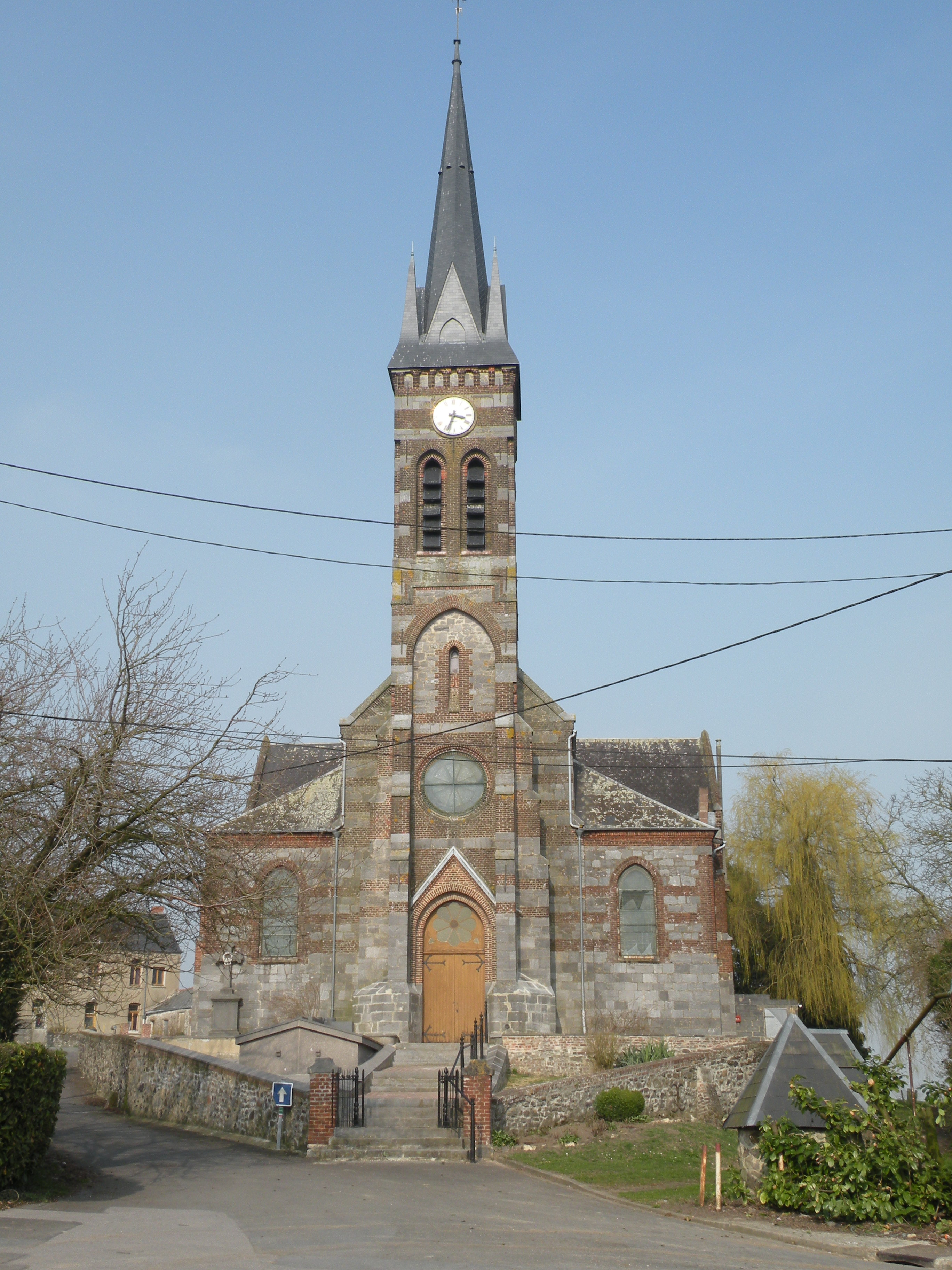
Kirche Saint-Cyriaque
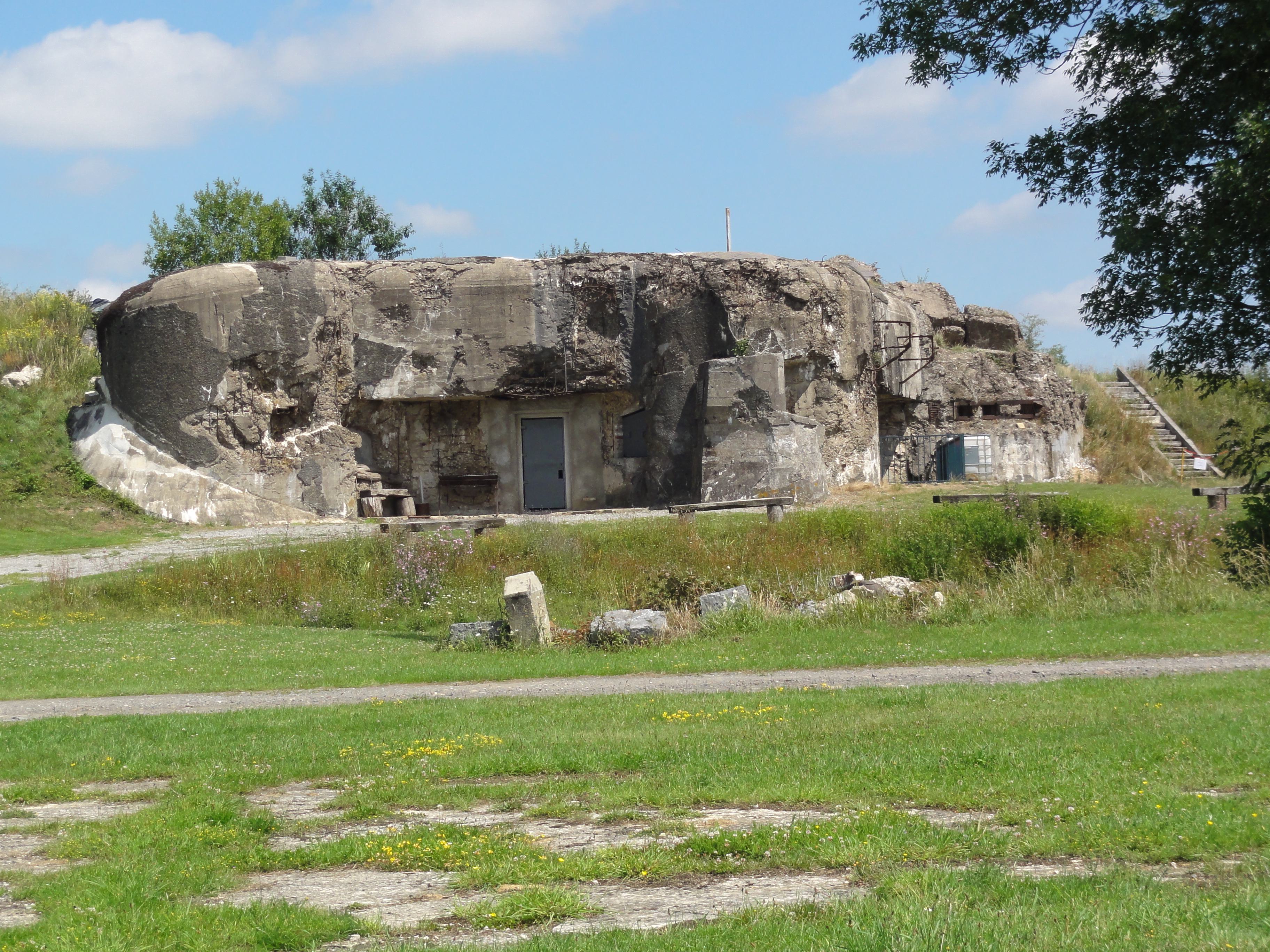
Reste der Verteidigungsstellung bei La Salmagne
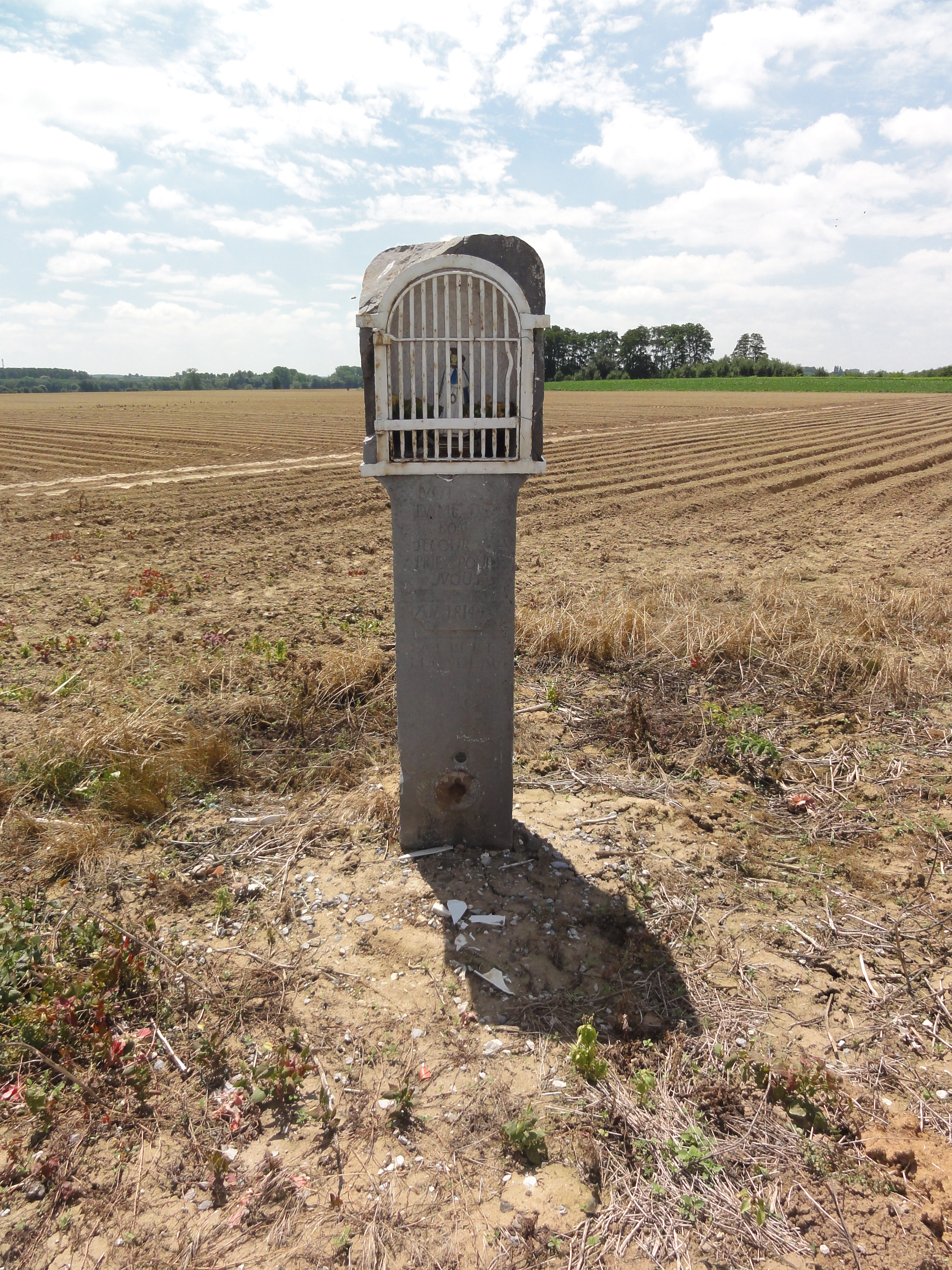
Oratorium Notre-Dame-de-Bon-Secours
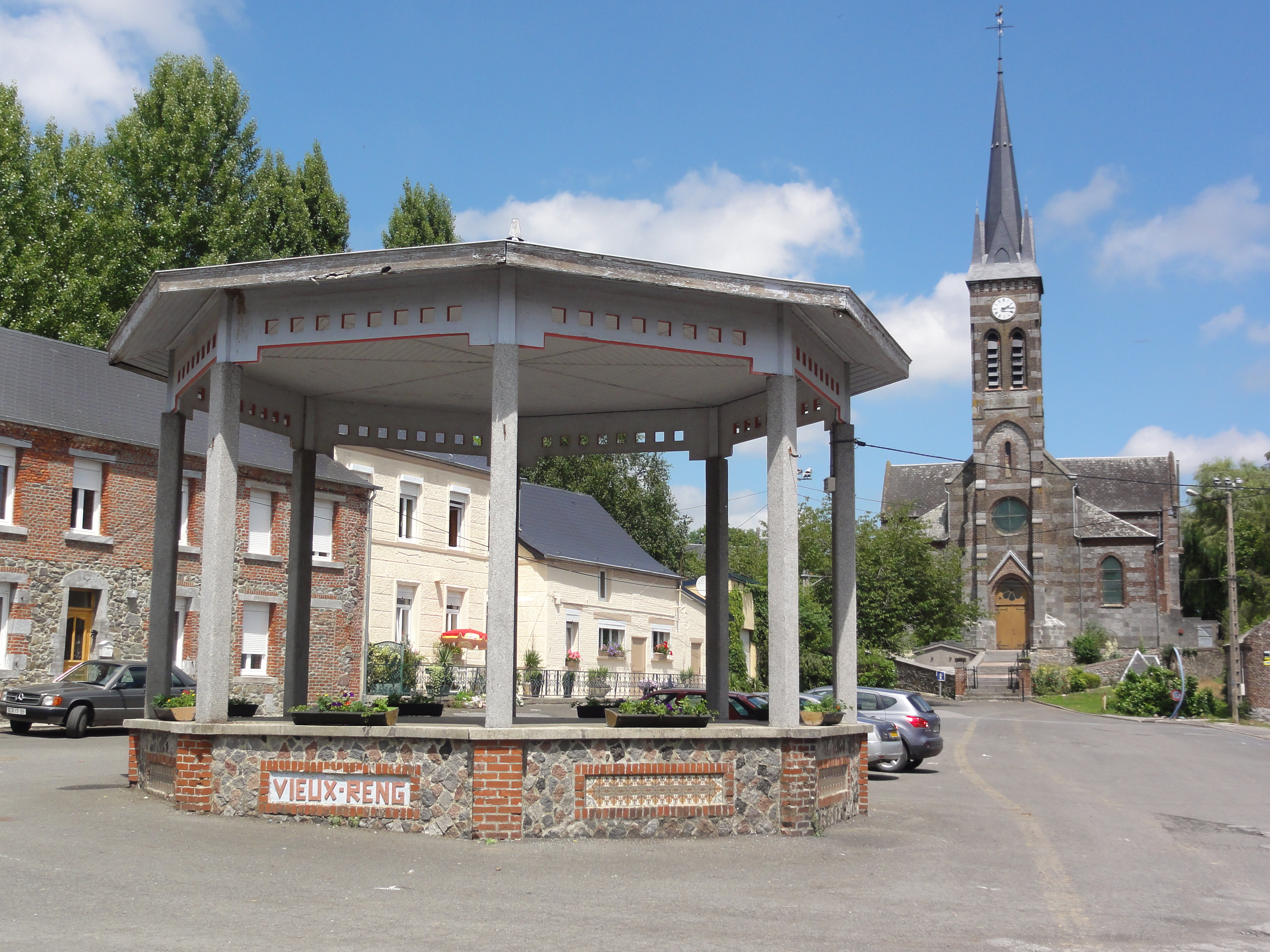
Musikpavillon
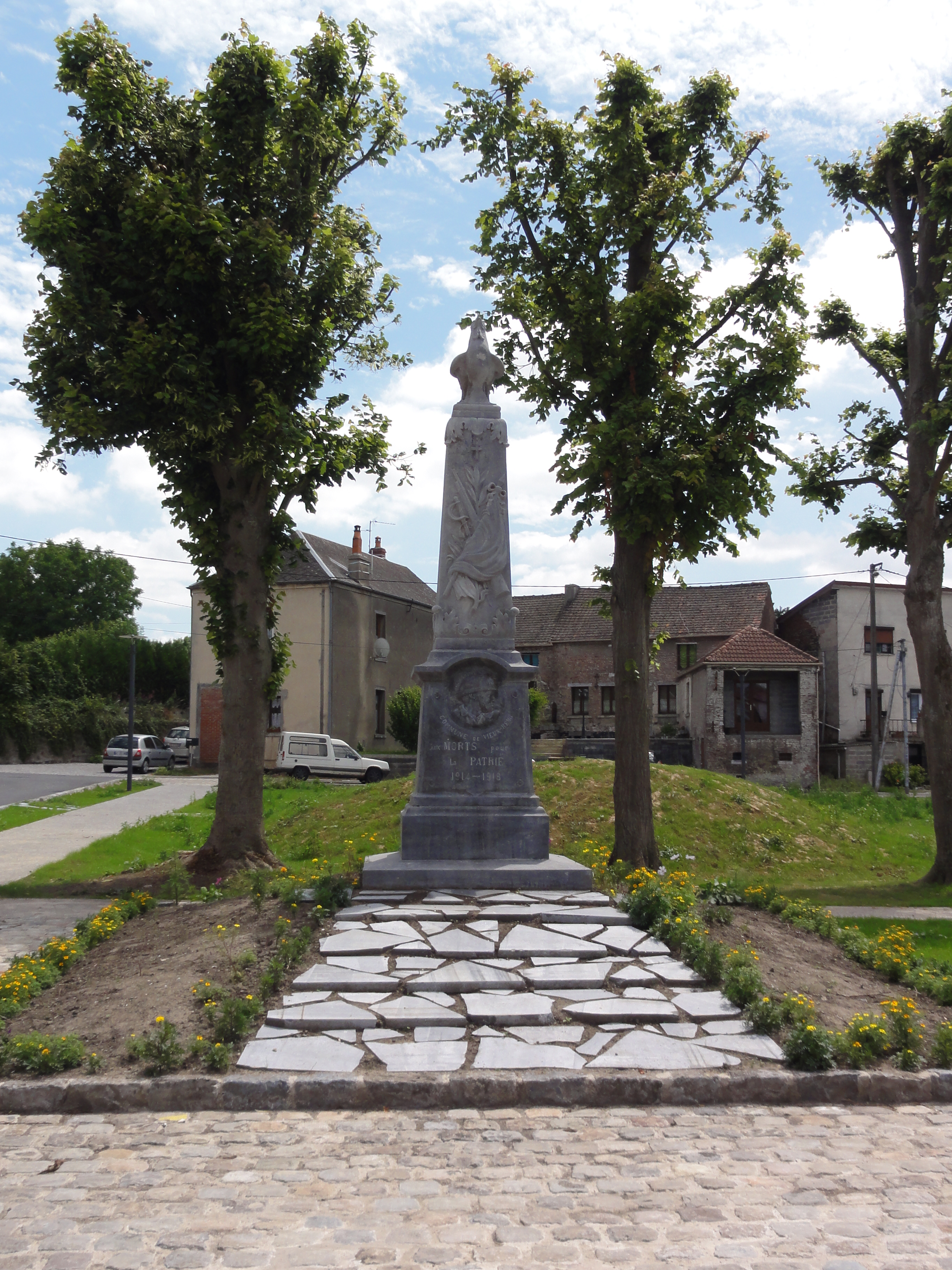
Gefallenendenkmal